# ヨーゼフ・ヘルフリッヒ
ヨーゼフ・ヘルフリッヒ（Joseph Helffrich、1890年1月12日-1971年）はマンハイム生まれのドイツの天文学者である。
1913年にハイデルベルク大学のケーニッヒシュトゥール天文台で博士号を取得した。
当時、ハイデルベルクの天文台はマックス・ヴォルフの下で小惑星発見の中心地であり、ヘルフリッヒ自身も13個の小惑星を発見した。
小惑星(2290) ヘルフリッヒは彼の名前にちなんで名づけられた。